# Burpham (Surrey)
Burpham – wieś w Anglii, w hrabstwie Surrey, w dystrykcie Guildford. Leży 41 km na południowy zachód od centrum Londynu. Miejscowość liczy 5221 mieszkańców.